# Кирил Божков (футболист)
Вижте пояснителната страница за други личности с името Кирил Божков.
Кирил Божков е бивш български футболист, нападател. Играл е за Хебър, Тракия (Звъничево), Марица и Чепинец. Бивш младежки национал.

## Статистика по сезони
- Хебър – 1995/96 - Б РФГ, 21 мача/3 гола
- Тракия (Зв) – 1996/97 - А ОФГ, 18/5
- Хебър – 1997/пр. - Б РФГ, 6/1
- Хебър – 1997/98 - В РФГ, 26/4
- Марица – 1998/99 - Б РФГ, 27/9
- Марица – 1999/00 - Б РФГ, 24/3
- Марица – 2000/01 - В РФГ, 11/2
- Марица – 2001/02 - В РФГ, 9/1
- Чепинец – 2002/03 - А ОФГ, 18/4
- Чепинец – 2003/04 - В РФГ, 26/7
- Хебър – 2004/05 - В РФГ, 20/6